# Lamononia monticola
Lamononia monticola – gatunek chrząszcza z rodziny sprężykowatych, umieszczony w rodzaju monotypowym.
Gatunek ten opisany został przez Van Zwaluwenburga w 1928, który zwrócił uwagę na cechy odróżniające go od rodzajów Spilus, Ischiodontus, Pantolamprus czy też Propsephus. Jego obecność odnotowano jedynie w jednym miejscu, jego lokalizacji typowej w Malololelei na pacyficznej wyspie Upolu w obrębie archipelagu Samoa.
Podejrzewa się na podstawie oryginalnego opisu wykonanego przez podaengo wyżej naukowca, że tarsomery drugi i trzeci są blaszkowate. Na tej podstawie Casari wywnioskowała w 2008 przynależność rodzaju do podplemienia Dicrepidiina w obrębie plemienia Ampedini i podrodziny Elaterinae w obrębie rodziny sprężykowatych, chociaż nie przebadała go osobiście.